# Boulwarismo
Boulwarismo è una tattica negoziale aggressiva che prende il nome dall'ex vice presidente della General Electric Lemuel Boulware (1895, 1990).

## Descrizione
Il boulwarismo consiste nella formulazione di una offerta finale del tipo "prendere o lasciare". La tattica, contraria a quella del bluff, richiede che l'offerta sia stata preventivamente accuratamente controllata in tutti i suoi dettagli e le sue ricadute interne ed esterne, e che non sia più modificata o ritirata quale che siano le conseguenze che ciò comporterà nel negoziato.